# Giuseppe Micali (pittore)

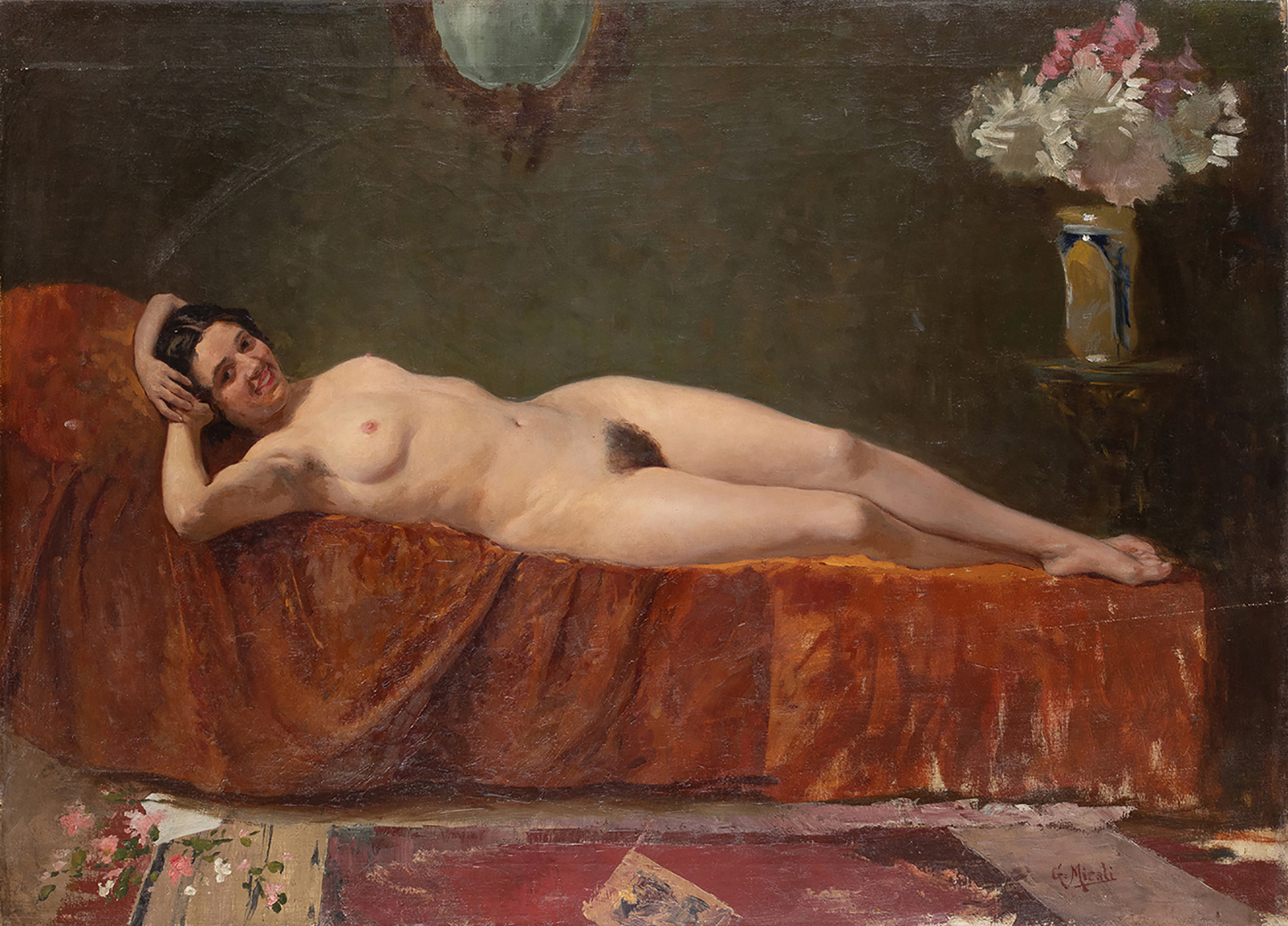
Donna nuda distesa, Giuseppe Micali

Giuseppe Micali (Messina, 31 gennaio 1860 – Roma, 1944) è stato un pittore italiano.

## Biografia
Studia a Messina alla Scuola Municipale di Disegno fino al 1877. Ottiene un sussidio comunale e si trasferisce a Roma nel 1884, iscrivendosi alla Scuola Libera di Nudo del Regio Istituto di Belle Arti  di San Luca, apre uno studio in via San Giuseppe e frequenta l'Accademia di “Giggi” dove conosce, tra gli altri, Mariano Fortuny, Pio Joris ed Antonio Mancini. Si afferma anche come illustratore e critico per “La parola degli Artisti” e collabora con “La Tribuna Illustrata”. Nel 1886 esordisce alla mostra romana degli Amatori e Cultori e presenta nel 1877 quattro dipinti alla Esposizione Nazionale di Venezia; nel 1891-92 partecipa all'Esposizione Nazionale di Palermo.
Micali partecipa costantemente a manifestazioni internazionali (Londra 1888, Liverpool 1889, Saint Louis 1904, San Pietroburgo 1898) e soggiorna in Inghilterra dal 1908 all'inizio degli anni 20.
Tornato a Roma apre uno studio in via Margutta e, refrattario ai fermenti ed alle sperimentazioni che stanno animando la pittura, continua la sua produzione garbata di acquerelli, disegni, ritratti e piccole vedute dei borghi e della campagna laziale.
Sue opere sono conservate nella Galleria d'Arte Moderna di Palazzo Braschi a Roma, nella Pinacoteca Provinciale di Bari, Galleria Nazionale di Arte Moderna di Roma.